# Phillip Allen Sharp
Phillip Allen Sharp (né le 6 juin 1944 à Falmouth aux États-Unis) est un biochimiste américain. Il reçoit le prix Nobel de physiologie ou médecine en 1993 pour sa découverte des introns.

## Biographie
Phillip Allen Sharp fait ses études à l'université de l'Illinois à Urbana-Champaign où il soutient sa thèse. Il fait ensuite un post-doc sur l'étude des plasmides au California Institute of Technology jusqu'en 1971, puis un second au Cold Spring Harbor Laboratory avec James Watson. Avec l'aide de Salvador Luria, il devient professeur au Massachusetts Institute of Technology en 1974 où il fait toute sa carrière.
En 1993, il reçoit, avec Richard Roberts, le Prix Nobel de physiologie ou médecine pour leurs travaux sur l'épissage alternatif et la découverte des introns.

## Prix et distinctions
- 1988 : Prix Albert-Lasker pour la recherche médicale fondamentale
- 1993 : Prix Nobel de physiologie ou médecine
- 2006 : National Medal of Science